# Erna Behling
Erna Behling, geborene Behnke (* 5. Oktober 1884 in Hamburg; † 21. April 1945 im KZ Neuengamme) war eine deutsche Krankenpflegerin, die als Widerstandskämpferin gegen den Nationalsozialismus in der kommunistischen Bästlein-Jacob-Abshagen-Gruppe aktiv war.

## Leben

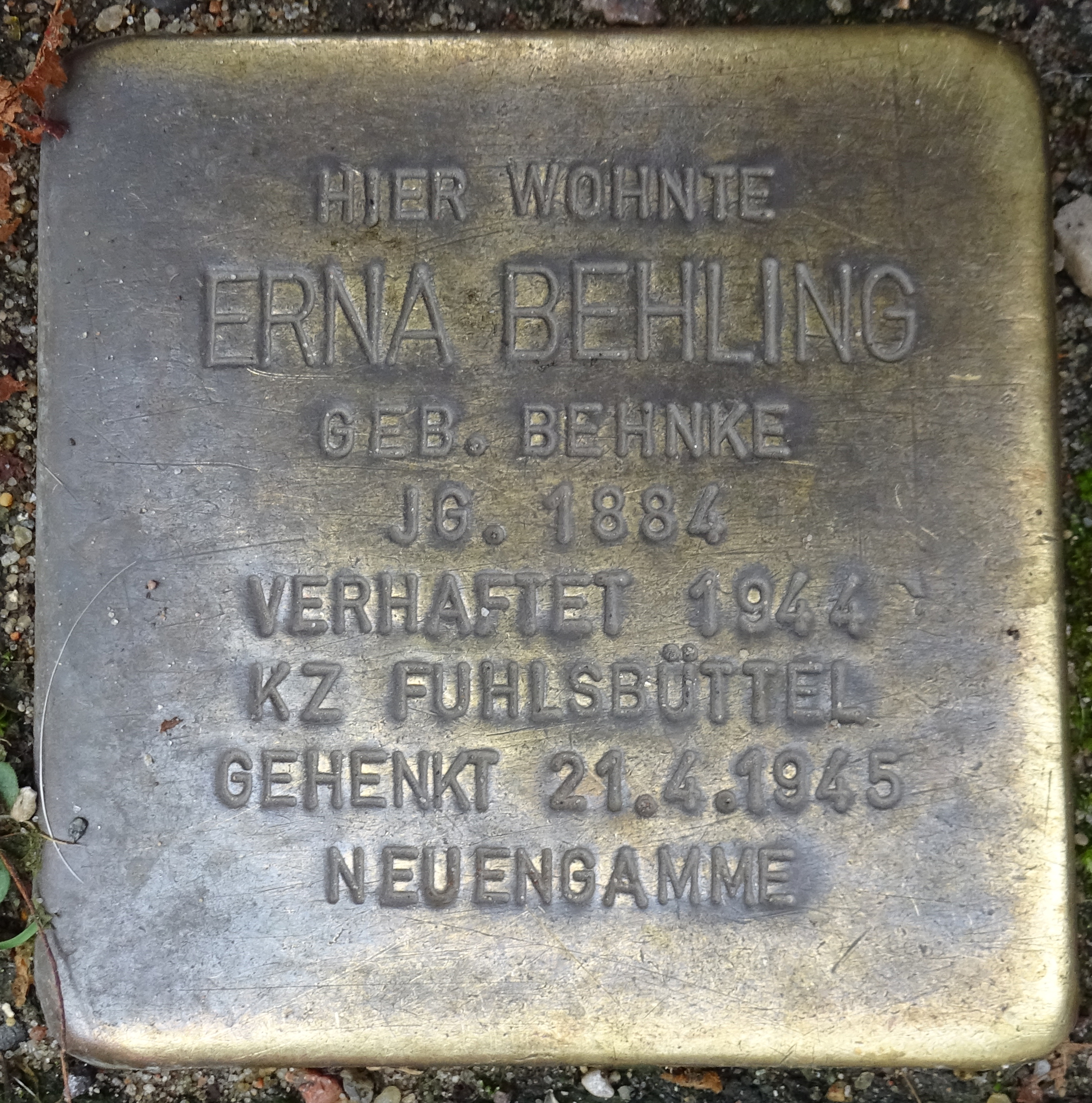
Stolperstein für Erna Behling in der Löwenstraße 5 in Hamburg-Hoheluft-Ost.

Erna Behling wurde am 5. Oktober 1884 in Hamburg geboren. In der pflegehistorischen Forschung sind keine Informationen über ihre Kindheit und Jugend bekannt, allerdings existiert eine undatierte Fotografie von Erna Behling in der Tracht des Roten Kreuzes. Dies legt nahe, dass sie Teile ihres Berufslebens als Rotkreuzschwester verbrachte.
Trotz Untersuchungen von Hanna Elling und Hilde Steppe im Zusammenhang mit der Krankenpflege im Nationalsozialismus ist das Eintrittsdatum Erna Behlings in die Kommunistische Partei Deutschlands nicht bekannt, als gesichert gilt jedoch, dass sie am Hamburger Aufstand am 23. Oktober 1923 beteiligt war. Aus dieser Zeit stammt ihr Spitzname Rote Krankenschwester.
Im Jahre 1939 heiratete sie Friedrich Behling, der ebenfalls im Widerstand aktiv war. Sie gehörte der Widerstandsgruppe Bästlein-Jacob-Abshagen an. Gegen Ende 1944 wurden die Behlings denunziert. Erna Behling wurde von der Gestapo in Schutzhaft genommen und in die Haftanstalt Fuhlsbüttel verbracht. Im April 1945 wurde Erna Behling gemeinsam mit 12 weiteren inhaftierten Frauen und 58 Männern des Widerstandes auf Weisung von Graf von Bassewitz-Behr in das KZ Neuengamme verlegt. Dort wurde sie in der Nacht zum 22. April 1945 ohne Todesurteil gehängt.

## Gedenken
Zum Gedenken an Erna Behling wurde die Erna-Behling-Kehre, eine Straße in Hamburg-Neuallermöhe, nach ihr benannt. Ein Stolperstein in der Löwenstraße 5 (Falkenried-Terrassen – Wohnort) in Hamburg-Hoheluft-Ost erinnert ebenfalls an die Widerstandskämpferin.